# Christian Julius von Hoym
Christian Julius von Hoym (* 4. Mai 1586 in Ermsleben; † 19. Mai 1656 in Droyßig) war Erbkämmerer des Fürstentums Halberstadt und Besitzer mehrerer Rittergüter im Kurfürstentum Sachsen, darunter der Herrschaft Droyßig.
Christian von Hoym stammte aus dem anhaltischen Adelsgeschlecht von Hoym und war der Sohn des anhaltinischen Präsidenten Christoph von Hoym  (1534–1604), Eigentümer der Konradsburg bei  Ermsleben. Christian Julius schlug die Beamtenlaufbahn ein und erwarb die Herrschaft Droyßig bei Zeitz. Dort ließ er den grundlegenden Umbau der Burg zum Schloss vornehmen.